# Salomon Friedländer
Salomon Friedländer (* 14. Oktober 1824 oder 23. Oktober 1825 in Brilon; † 22. August 1860 in Chicago) war ein Vertreter des deutschen Reformjudentums.

## Leben
Er war Sohn des Handelsmann und Vorstehers der Landjudenschaft im Herzogtum Westfalen und Enkel des Landesrabbiners Joseph Abraham Friedländer. Seine Brüder waren unter anderem der Jurist Alexander Friedländer und der Verleger Moritz Friedländer.
Er besuchte die jüdische Schule in Brilon, ehe er 1835 auf das dortige Gymnasium wechselte. Danach besuchte er auch die Gymnasien in Coesfeld und Trier. In Trier studierte er außerdem bei dem örtlichen Rabbiner. Ab 1843 studierte er in Bonn und ein Jahr später in Heidelberg. Dort promovierte er 1846 mit der Schrift Commentatio de duplice Psalmi XVIII exemplo.
Danach war er zunächst kurze Zeit Prediger in Brilon, ehe er zweiter Prediger der jüdischen Reformgenossenschaft in Berlin wurde. Er nahm 1846 an einer von der Regierung einberufenen Konferenz in Münster teil, die über die zukünftige Stellung der Juden in Westfalen beraten sollte. Ab 1847 war er Prediger der Reformgemeinde in Münster. Dort lehrte er ab 1848 auch am Mark-Haindorfschen-Lehrerseminar. Wie schon sein Großvater geriet er in Konflikt mit dem orthodoxen Landesrabbiner Abraham Sutro. Friedländer vertrat von der Orthodoxie abweichende Auffassungen, in dem er etwa die theologische Überformung des jüdischen Lehramtes begrenzen wollte. Auch die Bedeutung des Hebräischunterrichts wollte er einschränken. Die Vertreter der Orthodoxie störten verschiedentlich seine Predigten. Weil eine Reihe von Gemeinden drohten, ihre Zahlungen zu Gunsten des Lehrerseminars einzustellen, wurde Friedländer 1851 entlassen.
Daraufhin wandte er sich der Medizin zu und promovierte zum Dr. med. Im Jahr 1855 wanderte er in die USA aus. Er war Lehrer und Prediger in Chicago.
Einige seiner Predigten wurden veröffentlicht. Er verfasste verschiedene Schriften zu aktuellen Entwicklungen im Judentum aber auch eine unvollendete Geschichte des israelitischen Volkes. Von dieser sind drei Bände erschienen. Auch verfasste er eine Jubiläumsschrift des Mark-Haindorfschen Lehrerseminars mit einer Biographie Alexander Haindorf.

## Schriften (Auswahl)
- Der Verein für Westfalen und Rheinprovinz zur Bildung von Elementarlehrern und Beförderung von Handwerken und Künsten unter den Juden zu Münster. Historische Denkschrift zu der am Mittwoch den 21. August 1850 stattfindenden Feier des fünf und zwanzigjährigen Bestehens der Anstalt, nebst einer Biographie des Stifters und Dirigenten, Brilon 1850 Digitalisat
- Geschichte des israelitischen Volkes. Drei Bände. Leipzig 1847 Teildigitalisat
- Mein Verhältniß zur Reformgenossenschaft und mein Abgang von Berlin. Leipzig 1847 Digitalisat